# Hiến máu

Biểu tượng hiến máu

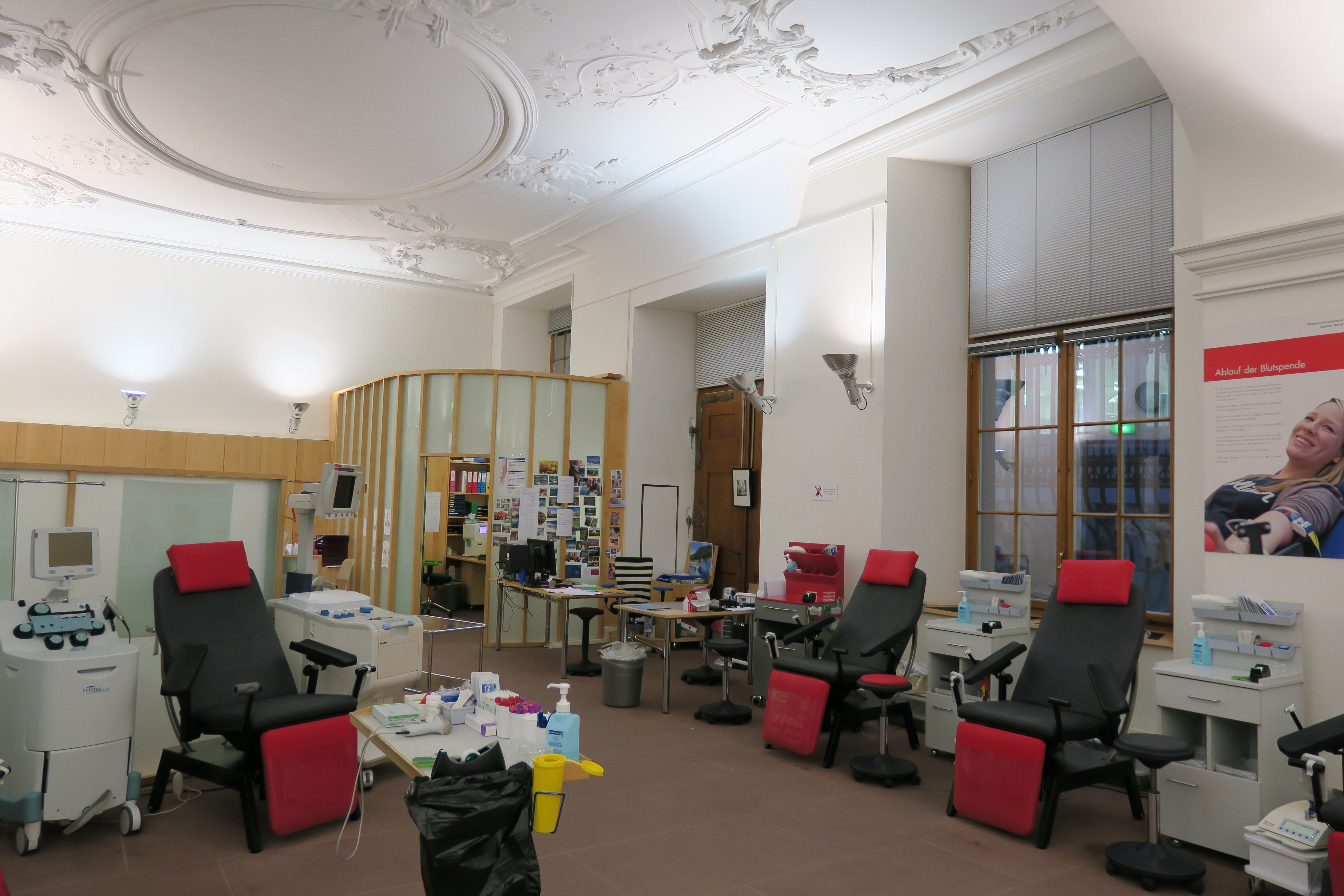
Trung tâm hiến máu tại Bệnh viện Đại học Basel, Thụy Sĩ.

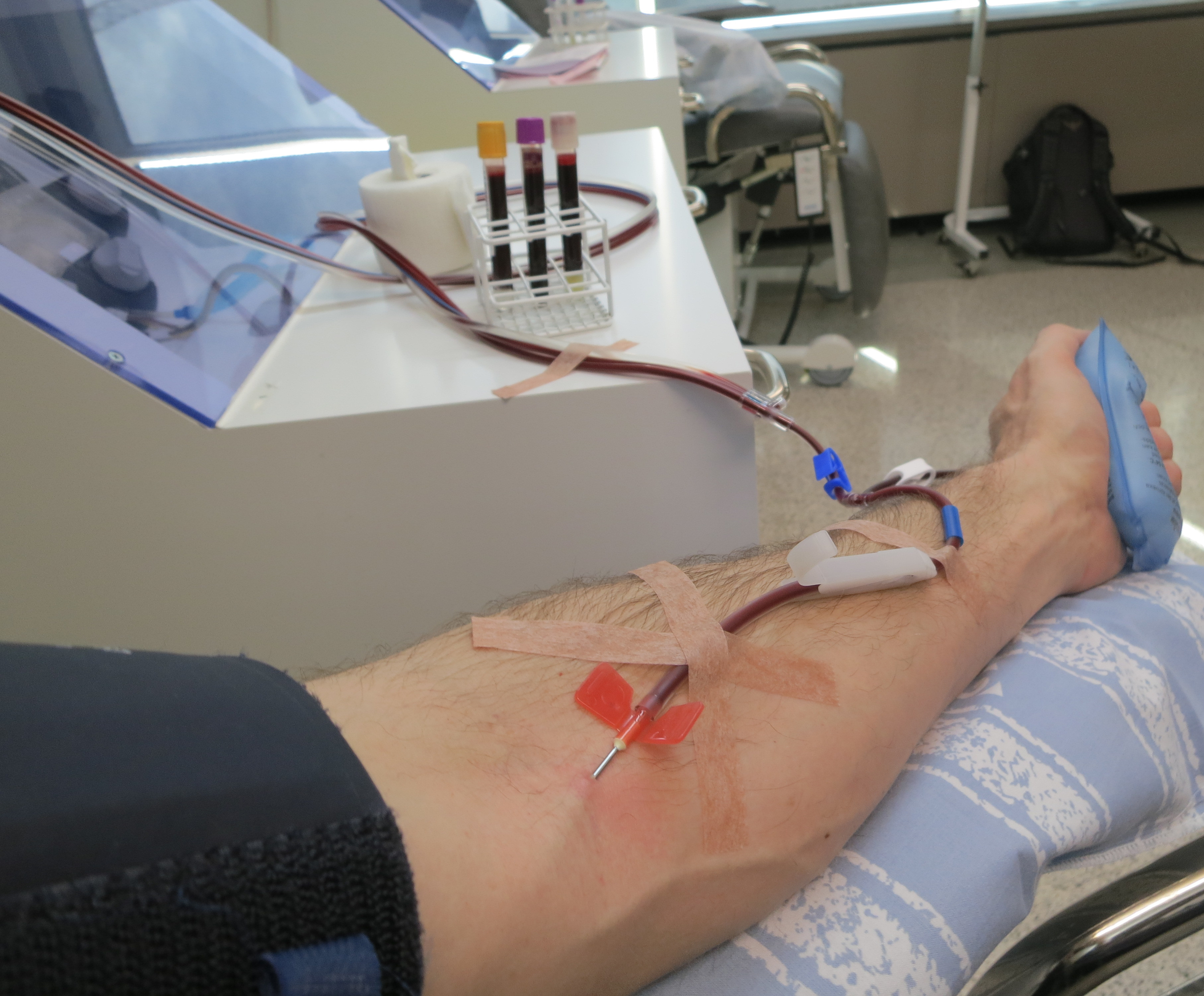
Hiến máu ở Thụy Điển

Hiến máu là khi một người tự nguyện cho máu của mình để dùng cho mục đích truyền máu hay chế tạo dược phẩm bằng quá trình phân đoạn (tách các thành phần trong máu). Máu hiến có thể là máu toàn phần (VN), hoặc các thành phần khác của máu. Ngân hàng máu thường tham gia vào quá trình thu thập máu cũng như các thủ tục theo dõi.
Ngày nay trong thế giới phát triển, đa số người hiến máu là tình nguyện viên không lương, họ là nguồn cung cấp máu chính cho cộng đồng. Ở một số quốc gia, nguồn cung cấp máu thường có giới hạn và người thường hiến máu khi trong gia đình hoặc bạn bè họ cần được truyền máu (hiến máu trực tiếp). Nhiều người hiến máu như một hành động từ thiện, nhưng ở các quốc gia cho phép việc trả tiền cho người hiến máu, và trong một số trường hợp có những ưu đãi khác ngoài tiền như vẫn được trả lương cho thời gian nghĩ việc để hiến máu. Người hiến máu cũng có thể lấy máu để sử dụng trong tương lai của chính họ (hiến máu tự thân). Việc hiến máu là tương đối an toàn, chỉ một số người hiến máu bị bầm tím ở vị trí kim tiêm chích vào hoặc có thể cảm thấy người yếu đi một chút.
Những người hiến máu tiềm năng được đánh giá cho bất cứ điều gì có thể làm cho máu của họ không an toàn để sử dụng. Việc kiểm tra  như xét nghiệm các bệnh có thể lây truyền qua truyền máu, bao gồm cả viêm gan siêu vi và HIV. Người hiến máu cũng phải trả lời các câu hỏi về tiền sử bệnh tật và được khám sức khỏe ngắn để chắc chắn việc hiến máu không ảnh hưởng nhiều đến sức khỏe của người tham gia hiến máu. Tần suất một người tham gia hiến máu từ ngày này đến tháng khác dựa trên những thành phần máu họ đóng góp và luật pháp của quốc gia nơi hiến máu diễn ra. Ví dụ, ở Mỹ, người tham hiến máu phải chờ đợi trong 8 tuần (56 ngày) để hiến máu toàn phần nhưng chỉ bảy ngày ở người hiến tiểu cầu và 2 lần mỗi 7 ngày cho kỹ thuật tách huyết tương.